# Dariusz Filar
Dariusz Filar (ur. 18 lipca 1950 w Gdyni) – polski ekonomista, doktor habilitowany nauk ekonomicznych, nauczyciel akademicki, profesor nadzwyczajny Uniwersytetu Gdańskiego, pisarz, członek Rady Polityki Pieniężnej w latach 2004–2010.

## Życiorys
Ukończył I Liceum im. Asnyka w Kaliszu, a w 1973 studia z zakresu handlu zagranicznego na Uniwersytecie Gdańskim. Obronił następnie doktorat, a w 1989 uzyskał habilitację. Po studiach pozostał na uczelni, pracując kolejno na stanowiskach od asystenta do profesora nadzwyczajnego w 1992.
W latach 1992–1995 prowadził zajęcia w Center for Russian and East European Studies na Uniwersytecie Michigan. Współpracował również z Central European University. Specjalizuje się w historii myśli ekonomicznej, makroekonomii oraz funkcjonowaniu przedsiębiorstw transnarodowych. Podczas swojej kariery naukowej do 2016 był promotorem 18 rozpraw doktorskich.
Od 1999 zajmował stanowisko głównego ekonomisty Banku Pekao. Wchodził również w skład Europejskiej Rady Ekonomistów. Od 2000 był komentatorem ekonomicznym „Rzeczpospolitej”. W 2004 został powołany w skład Rady Polityki Pieniężnej II kadencji. Funkcję tę pełnił do 2010.
W 2006 otrzymał Order Gwiazdy Solidarności Włoskiej III klasy, w 2010 Odznakę Honorową „Za zasługi dla bankowości Rzeczypospolitej Polskiej”, a w 2022 Złoty Medal Uniwersytetu Gdańskiego „Doctrinae Sapientae Honestati”.

## Beletrystyka
Działalność pisarską rozpoczął w 1968, pisząc recenzje i krótkie formy prozatorskie dla „Radaru”. Zadebiutował w 1969 opowiadaniem Mortigena intellectualis, które ukazało się na łamach „Młodego Technika” nr 10/1969. Zaliczany do pisarzy science-fiction. W latach 1970–1975 był współpracownikiem krakowskiego dwutygodnika „Student”, gdzie pełnił rolę publicysty i korespondenta zagranicznego. W 1976 opublikował swój pierwszy zbiór opowiadań pt. Czaszka. Jego pierwsza powieść zatytułowana Pies wyścigowy ukazała się w 1985. W 2015 nakładem Wydawnictwa Novae Res wydana została siódma w jego dorobku powieść pt. Drugie wejrzenie. W 2021 za książkę Szklanki żydowskiej krwi był nominowany do Pomorskiej Nagrody Literackiej „Wiatr od morza”.
Twórczość Dariusza Filara skupia się na tradycyjnych tematach dla literatury fantastycznonaukowej, jest nie do końca konwencjonalna często dzięki ironicznemu przełamywaniu wątków narracyjnych.

## Wybrane publikacje
W języku angielskim
- From Autarky to Joint Ventures: Toward the Post-Communist Opening of the Polish Economy, „The Mid-Atlantic journal of business”, Vol. 27, Nr 2, W. Paul Stillman School of Business, Seton Hall University, South Orange, New Jersey, 1991, s. 181–191
- Post-Socialist Socio-Economic Transformation. Are There General Rules or Is Each Case Exceptional?, „PPRG discussion papers”, Nr 27, Uniwersytet Warszawski, Warszawa 1993
- The Post-Communist Economic Transformation as a Challenge to the Established Social Security System, [w:] Brunon Synak, Miroslav Ružica (red.), Voluntary Sector in a Changing Society. A Polish-American dialogue, Uniwersytet Gdański i Indiana University, Gdańsk-Sopot-Indianapolis 1996, s. 199–206, ISBN 83-86230-19-3
- Trade in Goods and its Influence on Incomes and Employment, [w:] Andrzej Stępniak (red.), Enlargement of the European Union to the East – Consequences for Prosperity and Employment in Europe, Government Plenipotentiary for Poland’s Accession Negotiations to the European Union, Warszawa 2000, s. 13–23, ISBN 83-914861-0-9

W języku polskim
- Spór o podział dochodów w rozwiniętym kapitalizmie, „Zeszyty Naukowe Rozprawy i Monografie”, Nr 135, Wydawnictwo Uniwersytetu Gdańskiego, Gdańsk 1989, ISBN 83-7017-235-0.
- Liberalizm społeczny Ferdynanda Zweiga, „Zeszyty Naukowe – Carl Menger Research Group”, Nr 3, Wydawnictwo DiG, Warszawa 1994, ISBN 83-85490-32-9.
- Ekonomia po polsku (z Andrzejem Rzońcą i Grzegorzem Wójtowiczem), CeDeWu.Pl-Wydawnictwa Fachowe, Warszawa 2007, ISBN 978-83-60089-53-8.
- Między zieloną wyspą a dryfującą krą, Arche, Gdańsk 2015, ISBN 978-83-88445-54-5.